# Rivière Cumberland (Québec)
Pour les articles homonymes, voir Cumberland.
La rivière Cumberland coule dans la municipalité de Saint-Benjamin (MRC Etchemins), Saint-Simon-les-Mines (MRC Beauce-Sartigan) et dans la ville de Saint-Georges-de-Beauce (MRC Beauce-Sartigan), dans la région administrative de Chaudière-Appalaches, au Québec, au Canada.
La rivière Cumberland est un affluent de la rivière Famine laquelle coule vers le sud-ouest pour se déverser sur la rive est de la rivière Chaudière ; cette dernière coule vers le nord pour aller se déverser sur la rive sud du fleuve Saint-Laurent.

## Géographie
Les principaux bassins versants de la rivière Cumberland sont :
- côté nord : rivière Lanigan ;
- côté est : rivière Famine, ruisseau de la Calvette ;
- côté sud : rivière Famine, ruisseau de la Simonne ;
- côté ouest : ruisseau Giroux, ruisseau Caron, rivière Chaudière.

La rivière Cumberland prend sa source d'un petit lac situé dans le 12e rang de Saint-Benjamin. Ce lac est situé au nord-ouest du village de Saint-Benjamin et à l'ouest de la route 275.
À partir de son lac de tête, la rivière Cumberland coule sur 15,5 km répartis selon les segments suivants :
- 0,8 km vers le sud, jusqu'à une route ;
- 2,9 km vers le sud, jusqu'à la route du 14e rang (prolongement de la rue Principale de Saint-Benjamin) qu'elle coupe à 0,8 km au sud-ouest du centre du village de Saint-Benjamin ;
- 3,7 km vers le sud, jusqu'à la route du rang Watford ;
- 5,5 km vers le sud, jusqu'à la 57e rue ;
- 2,6 km vers le sud, dans Saint-Simon-les-Mines en coupant la 90e rue, jusqu'à sa confluence.

La rivière Cumberland se déverse sur la rive nord de la rivière Famine. Cette confluence est située en amont de la confluence du ruisseau de la Simonne et en aval de la confluence de la rivière des Abénaquis.

## Toponymie
Le toponyme « rivière Cumberland » a été officialisé le 28 mai 1971 à la Commission de toponymie du Québec.